# Championnat d'Europe masculin de hockey sur gazon 2025
Navigation
Mönchengladbach 2023 Londres 2027
Le Championnat d'Europe masculin de hockey sur gazon 2025 était la 17e édition du Championnat d'Europe masculin de hockey sur gazon, une compétition de hockey sur gazon organisée tous les 2 ans par la Fédération européenne de hockey. Le tournoi se déroulait à Mönchengladbach en Allemagne du 8 au 17 août 2025 parallèlement au tournoi féminin.
La Belgique et les Pays-Bas en tant que pays organisateurs et l'Espagne en tant qu'équipe la mieux classée de la Ligue professionnelle 2024-2025 sont déjà qualifiés pour la Coupe du monde 2026.
L'Allemagne se qualifie automatiquement pour la Coupe du monde 2026 à la suite de la qualification des Pays-Bas pour la finale de la compétition.
L'Allemagne remporte la compétition pour la 9e fois après sa victoire 4 - 1 aux tirs au but après le partage 1 but partout en temps réglementaire face aux Pays-Bas en finale. L'Espagne prend la médaille de bronze à la suite de sa victoire 2 - 0 face à la France en match pour la 3e place.

## Organisation
Le 8 mars 2024, l'Allemagne est désigné pays organisateur avec pour ville hôte Mönchengladbach soit deux ans après avoir organisé l'Euro 2023.

### Ville hôte
| [[Fichier:Germany2 location map.svg\|240px\|{{#if:\|{{{alt}}}\|Championnat d'Europe masculin de hockey sur gazon 2025 est dans la page Allemagne.]]Mönchengladbach | Mönchengladbach |
| --- | --------------- |
| [[Fichier:Germany2 location map.svg\|240px\|{{#if:\|{{{alt}}}\|Championnat d'Europe masculin de hockey sur gazon 2025 est dans la page Allemagne.]]Mönchengladbach | SparkassenPark  |
| [[Fichier:Germany2 location map.svg\|240px\|{{#if:\|{{{alt}}}\|Championnat d'Europe masculin de hockey sur gazon 2025 est dans la page Allemagne.]]Mönchengladbach | Capacité: 9 000 |
| [[Fichier:Germany2 location map.svg\|240px\|{{#if:\|{{{alt}}}\|Championnat d'Europe masculin de hockey sur gazon 2025 est dans la page Allemagne.]]Mönchengladbach |                 |

## Qualifications
Toutes les équipes ayant terminé dans les 6 premiers de l'Euro 2023 sont qualifiées automatiquement.
L'Autriche et la Pologne, vainqueurs de leur tournoi de qualification respectif, sont les deux dernières équipes qualifiées.

### Nations qualifiées
| Événement                     | Dates             | Lieu            | Quotas | Qualifiés                                             |
| ----------------------------- | ----------------- | --------------- | ------ | ----------------------------------------------------- |
| Euro 2023                     | 19 - 27 août 2023 | Mönchengladbach | 6      | Pays-Bas Angleterre Belgique Allemagne France Espagne |
| Qualifications de l'Euro 2025 | 22 - 25 août 2024 | Vienne          | 1      | Autriche                                              |
| Qualifications de l'Euro 2025 | 22 - 25 août 2024 | Dublin          | 1      | Pologne                                               |
| Total                         | Total             | Total           | 8      |                                                       |

## Format
Huit équipes sont réparties en deux groupes de quatre équipes. Le format est celui d'un tournoi toutes rondes : chaque équipe joue un match contre les trois autres équipes du même groupe.
Les deux premiers de chaque groupe se qualifient pour la phase finale, tandis que les deux derniers de chaque groupe se qualifient pour la phase de classement au sein d'un groupe de quatre équipes.

### Critères de départage
En cas d'égalité de points entre plusieurs équipes, les critères suivants sont appliqués dans l'ordre indiqué pour établir leur classement:
1. Plus grand nombre de victoires,
2. Meilleure différence de buts,
3. Plus grand nombre de buts marqués,
4. Plus grand nombre de points marqués entre les équipes concernées,
5. Plus grand nombre de buts marqués de plein jeu.

## Phase de groupes

### Tirage au sort
Le tirage au sort de la phase finale de l'Euro 2025 a lieu juste après les tournois de qualification de l'Euro 2025. Chaque équipe est d'abord placée dans un chapeau en fonction du Classement  FIH du 26 août 2024.
| Équipe      | Rang |
| ----------- | ---- |
| Pays-Bas T  | 1    |
| Allemagne H | 2    |

| Équipe     | Rang |
| ---------- | ---- |
| Angleterre | 3    |
| Belgique   | 4    |

| Équipe  | Rang |
| ------- | ---- |
| Espagne | 8    |
| France  | 10   |

| Équipe    | Rang |
| --------- | ---- |
| Autriche  | 19   |
| Pologne P | 23   |

### Poule A
| Rang | Équipe     | Pts | J | G | N | P | Bp | Bc | Diff |
| ---- | ---------- | --- | - | - | - | - | -- | -- | ---- |
| 1    | Pays-Bas T | 9   | 3 | 3 | 0 | 0 | 12 | 2  | +10  |
| 2    | Espagne    | 6   | 3 | 2 | 0 | 1 | 12 | 4  | +8   |
| 3    | Belgique   | 3   | 3 | 1 | 0 | 2 | 13 | 7  | +6   |
| 4    | Autriche   | 0   | 3 | 0 | 0 | 3 | 1  | 25 | -24  |

- Phase finale
- Phase de classement

| Match 3           | Belgique | 10 - 1  | Autriche    |                                                                          |                                                                          |
| 9 août 2025 11h00 | Van Oost 16e · Boon 17e, 39e · Stockbroekx 34e · Hendrickx 35e, 51e · De Kerpel 40e · Duvekot 53e · Kina 57e · De Sloover 60e | (2 - 1) | 15e Winkler | Arbitrage : Tim Meissner Alex Fedenczuk Arbitre vidéo : Lorijn de Kraker | Arbitrage : Tim Meissner Alex Fedenczuk Arbitre vidéo : Lorijn de Kraker |
| 9 août 2025 11h00 | Rapport |         |             | Arbitrage : Tim Meissner Alex Fedenczuk Arbitre vidéo : Lorijn de Kraker | Arbitrage : Tim Meissner Alex Fedenczuk Arbitre vidéo : Lorijn de Kraker |

| Match 4           | Pays-Bas                                       | 3 - 0   | Espagne |                                                                    |                                                                    |
| 9 août 2025 13h15 | Hoedemakers 26e · Janssen 40e · Middendorp 41e | (1 - 0) |         | Arbitrage : Ben Göntgen Marcin Grochal Arbitre vidéo : Ivona Makar | Arbitrage : Ben Göntgen Marcin Grochal Arbitre vidéo : Ivona Makar |
| 9 août 2025 13h15 | Rapport                                        |         |         | Arbitrage : Ben Göntgen Marcin Grochal Arbitre vidéo : Ivona Makar | Arbitrage : Ben Göntgen Marcin Grochal Arbitre vidéo : Ivona Makar |

| Match 7            | Belgique               | 2 - 4   | Pays-Bas                            |                                                                   |                                                                   |
| 10 août 2025 17h15 | Onana 16e · Hellin 35e | (1 - 2) | 10e, 47e Pieters · 22e, 55e Janssen | Arbitrage : Alison Keogh Paul Walker Arbitre vidéo : Tim Meissner | Arbitrage : Alison Keogh Paul Walker Arbitre vidéo : Tim Meissner |
| 10 août 2025 17h15 | Rapport                |         |                                     | Arbitrage : Alison Keogh Paul Walker Arbitre vidéo : Tim Meissner | Arbitrage : Alison Keogh Paul Walker Arbitre vidéo : Tim Meissner |

| Match 8            | Espagne | 10 - 0  | Autriche |                                                                           |                                                                           |
| 10 août 2025 19h30 | Font 1e · Cabré-Verdiell 5e, 53e · Clapés 10e, 32e · Basterra 41e · Reyné 45e · Álvarez 46e, 57e · Cunill 58e | (3 - 0) |          | Arbitrage : Rebecca Edwards Alex Fedenczuk Arbitre vidéo : Coen van Bunge | Arbitrage : Rebecca Edwards Alex Fedenczuk Arbitre vidéo : Coen van Bunge |
| 10 août 2025 19h30 | Rapport |         |          | Arbitrage : Rebecca Edwards Alex Fedenczuk Arbitre vidéo : Coen van Bunge | Arbitrage : Rebecca Edwards Alex Fedenczuk Arbitre vidéo : Coen van Bunge |

| Match 10           | Espagne                   | 2 - 1   | Belgique      |                                                                        |                                                                        |
| 12 août 2025 14h45 | Alonso 15e · Basterra 28e | (2 - 1) | 18e De Kerpel | Arbitrage : Coen van Bunge Rachel Williams Arbitre vidéo : Paul Walker | Arbitrage : Coen van Bunge Rachel Williams Arbitre vidéo : Paul Walker |
| 12 août 2025 14h45 | Rapport                   |         |               | Arbitrage : Coen van Bunge Rachel Williams Arbitre vidéo : Paul Walker | Arbitrage : Coen van Bunge Rachel Williams Arbitre vidéo : Paul Walker |

| Match 11           | Pays-Bas                                            | 5 - 0   | Autriche |                                                                      |                                                                      |
| 12 août 2025 17h00 | Brinkman 1e · Bijen 20e, 36e, 53e · Hoedemakers 42e | (2 - 0) |          | Arbitrage : Ben Göntgen Sandra Adell Arbitre vidéo : Magali Sergeant | Arbitrage : Ben Göntgen Sandra Adell Arbitre vidéo : Magali Sergeant |
| 12 août 2025 17h00 | Rapport                                             |         |          | Arbitrage : Ben Göntgen Sandra Adell Arbitre vidéo : Magali Sergeant | Arbitrage : Ben Göntgen Sandra Adell Arbitre vidéo : Magali Sergeant |

### Poule B
| Rang | Équipe      | Pts | J | G | N | P | Bp | Bc | Diff |
| ---- | ----------- | --- | - | - | - | - | -- | -- | ---- |
| 1    | Allemagne H | 7   | 3 | 2 | 1 | 0 | 14 | 3  | +11  |
| 2    | France      | 6   | 3 | 2 | 0 | 1 | 10 | 8  | +2   |
| 3    | Angleterre  | 4   | 3 | 1 | 1 | 1 | 8  | 4  | +4   |
| 4    | Pologne P   | 0   | 3 | 0 | 0 | 3 | 3  | 20 | -17  |

- Phase finale
- Phase de classement

| Match 1           | Angleterre                                                     | 5 - 0   | Pologne |                                                                     |                                                                     |
| 8 août 2025 17h00 | Goodfield 24e · Payton 42e · Roper 54e · Ward 56e · Sorsby 60e | (1 - 0) |         | Arbitrage : Alison Keogh Coen van Bunge Arbitre vidéo : Ben Göntgen | Arbitrage : Alison Keogh Coen van Bunge Arbitre vidéo : Ben Göntgen |
| 8 août 2025 17h00 | Rapport                                                        |         |         | Arbitrage : Alison Keogh Coen van Bunge Arbitre vidéo : Ben Göntgen | Arbitrage : Alison Keogh Coen van Bunge Arbitre vidéo : Ben Göntgen |

| Match 2           | Allemagne                      | 3 - 2   | France           |                                                                         |                                                                         |
| 8 août 2025 19h30 | Weigand 50e, 55e · Peillat 51e | (0 - 0) | 43e, 48e Charlet | Arbitrage : Rachel Williams Paul Walker Arbitre vidéo : Magali Sergeant | Arbitrage : Rachel Williams Paul Walker Arbitre vidéo : Magali Sergeant |
| 8 août 2025 19h30 | Rapport                        |         |                  | Arbitrage : Rachel Williams Paul Walker Arbitre vidéo : Magali Sergeant | Arbitrage : Rachel Williams Paul Walker Arbitre vidéo : Magali Sergeant |

| Match 5           | France                                                       | 5 - 3   | Pologne                                         |                                                                                   |                                                                                   |
| 9 août 2025 20h15 | Sellier 16e · Charlet 24e, 29e · Clément 38e · Esmenjaud 48e | (3 - 2) | 15e Jarzyński · 17e T. Bembenek · 35e Rutkowski | Arbitrage : Sébastien Michielsen Shane O'Donnell Arbitre vidéo : Laurine Delforge | Arbitrage : Sébastien Michielsen Shane O'Donnell Arbitre vidéo : Laurine Delforge |
| 9 août 2025 20h15 | Rapport                                                      |         |                                                 | Arbitrage : Sébastien Michielsen Shane O'Donnell Arbitre vidéo : Laurine Delforge | Arbitrage : Sébastien Michielsen Shane O'Donnell Arbitre vidéo : Laurine Delforge |

| Match 6            | Angleterre | 1 - 1   | Allemagne   |                                                                               |                                                                               |
| 10 août 2025 15h00 | Gall 45e   | (0 - 0) | 52e Peillat | Arbitrage : Sébastien Michielsen Magali Sergeant Arbitre vidéo : Sandra Adell | Arbitrage : Sébastien Michielsen Magali Sergeant Arbitre vidéo : Sandra Adell |
| 10 août 2025 15h00 | Rapport    |         |             | Arbitrage : Sébastien Michielsen Magali Sergeant Arbitre vidéo : Sandra Adell | Arbitrage : Sébastien Michielsen Magali Sergeant Arbitre vidéo : Sandra Adell |

| Match 9            | France                                         | 3 - 2   | Angleterre        |                                                                                  |                                                                                  |
| 12 août 2025 12h30 | Bellenger 34e · Desgouillons 45e · Clément 60e | (0 - 1) | 10e, 54e Rushmere | Arbitrage : Laurine Delforge Marcin Grochal Arbitre vidéo : Sébastien Michielsen | Arbitrage : Laurine Delforge Marcin Grochal Arbitre vidéo : Sébastien Michielsen |
| 12 août 2025 12h30 | Rapport                                        |         |                   | Arbitrage : Laurine Delforge Marcin Grochal Arbitre vidéo : Sébastien Michielsen | Arbitrage : Laurine Delforge Marcin Grochal Arbitre vidéo : Sébastien Michielsen |

| Match 12           | Allemagne                                                                                               | 10 - 0  | Pologne |                                                                          |                                                                          |
| 12 août 2025 19h30 | M. Grambusch 2e · Prinz 9e, 12e · Hartkopf 15e, 29e, 42e · Peillat 30e, 59e · Hellwig 54e · Weigand 58e | (6 - 0) |         | Arbitrage : Ivona Makar Lorijn de Kraker Arbitre vidéo : Shane O'Donnell | Arbitrage : Ivona Makar Lorijn de Kraker Arbitre vidéo : Shane O'Donnell |
| 12 août 2025 19h30 | Rapport                                                                                                 |         |         | Arbitrage : Ivona Makar Lorijn de Kraker Arbitre vidéo : Shane O'Donnell | Arbitrage : Ivona Makar Lorijn de Kraker Arbitre vidéo : Shane O'Donnell |

## Phase de classement

### Poule C
| Rang | Équipe     | Pts | J | G | N | P | Bp | Bc | Diff |
| ---- | ---------- | --- | - | - | - | - | -- | -- | ---- |
| 1    | Belgique   | 9   | 3 | 3 | 0 | 0 | 19 | 3  | +16  |
| 2    | Angleterre | 6   | 3 | 2 | 0 | 1 | 13 | 2  | +11  |
| 3    | Pologne P  | 3   | 3 | 1 | 0 | 2 | 2  | 12 | -10  |
| 4    | Autriche   | 0   | 3 | 0 | 0 | 3 | 1  | 18 | -17  |

| Match 13           | Autriche | 0 - 1   | Pologne       |                                                                           |                                                                           |
| 14 août 2025 12h30 |          | (0 - 0) | 52e R. Pawlak | Arbitrage : Shane O'Donnell Laurine Delforge Arbitre vidéo : Sandra Adell | Arbitrage : Shane O'Donnell Laurine Delforge Arbitre vidéo : Sandra Adell |
| 14 août 2025 12h30 | Rapport  |         |               | Arbitrage : Shane O'Donnell Laurine Delforge Arbitre vidéo : Sandra Adell | Arbitrage : Shane O'Donnell Laurine Delforge Arbitre vidéo : Sandra Adell |

| Match 14           | Belgique                  | 2 - 1   | Angleterre |                                                                           |                                                                           |
| 14 août 2025 14h45 | Stockbroekx 6e · Boon 48e | (1 - 1) | 15e Ward   | Arbitrage : Tim Meissner Marcin Grochal Arbitre vidéo : Sophie Bockelmann | Arbitrage : Tim Meissner Marcin Grochal Arbitre vidéo : Sophie Bockelmann |
| 14 août 2025 14h45 | Rapport                   |         |            | Arbitrage : Tim Meissner Marcin Grochal Arbitre vidéo : Sophie Bockelmann | Arbitrage : Tim Meissner Marcin Grochal Arbitre vidéo : Sophie Bockelmann |

| Match 17           | Belgique                                                                      | 7 - 1   | Pologne       |                                                                         |                                                                         |
| 16 août 2025 10h30 | Stockbroekx 18e · Boon 20e, 54e · Hellin 23e · De Kerpel 39e · Onana 39e, 47e | (4 - 0) | 45e Jarzyński | Arbitrage : Tim Meissner Alex Fedenczuk Arbitre vidéo : Rebecca Edwards | Arbitrage : Tim Meissner Alex Fedenczuk Arbitre vidéo : Rebecca Edwards |
| 16 août 2025 10h30 | Rapport                                                                       |         |               | Arbitrage : Tim Meissner Alex Fedenczuk Arbitre vidéo : Rebecca Edwards | Arbitrage : Tim Meissner Alex Fedenczuk Arbitre vidéo : Rebecca Edwards |

| Match 18           | Angleterre                                                            | 7 - 0   | Autriche |                                                                              |                                                                              |
| 16 août 2025 12h45 | Wallace 7e, 13e · Payton 10e · Hooper 13e, 25e · Roper 23e · Ward 59e | (6 - 0) |          | Arbitrage : Coen van Bunge Shane O'Donnell Arbitre vidéo : Sophie Bockelmann | Arbitrage : Coen van Bunge Shane O'Donnell Arbitre vidéo : Sophie Bockelmann |
| 16 août 2025 12h45 | Rapport                                                               |         |          | Arbitrage : Coen van Bunge Shane O'Donnell Arbitre vidéo : Sophie Bockelmann | Arbitrage : Coen van Bunge Shane O'Donnell Arbitre vidéo : Sophie Bockelmann |

## Phase finale

### Tableau final
|  | Demi-finales | Demi-finales | Demi-finales | Demi-finales |                               |          | Finale       | Finale       | Finale       | Finale       |
|  |              |              |              |              |                               |          |              |              |              |              |
|  | 14 août 2025 | 14 août 2025 | 14 août 2025 | 14 août 2025 |                               |          | 16 août 2025 | 16 août 2025 | 16 août 2025 | 16 août 2025 |
|  | A1           | Pays-Bas     | 3            | 3            |                               |          | 16 août 2025 | 16 août 2025 | 16 août 2025 | 16 août 2025 |
|  | A1           | Pays-Bas     | 3            | 3            |                               |          | 16 août 2025 | 16 août 2025 | 16 août 2025 | 16 août 2025 |
|  | B2           | France       | 1            | 1            |                               |          | 16 août 2025 | 16 août 2025 | 16 août 2025 | 16 août 2025 |
|  | B2           | France       | 1            | 1            | A1                            | Pays-Bas | 1 (1)        | 1 (1)        |              |              |
|  | 14 août 2025 |              |              |              | A1                            | Pays-Bas | 1 (1)        | 1 (1)        |              |              |
|  |              |              | B1           | Allemagne    | 1 (4)tab                      | 1 (4)tab |              |              |              |              |
|  | B1           | Allemagne    | B1           | Allemagne    | 1 (4)tab                      | 1 (4)tab | 4            | 4            |              |              |
|  | B1           | Allemagne    |              |              |                               |          |              | 4            |              |              |
|  | A2           | Espagne      | 1            | 1            |                               |          |              |              |              |              |
|  | A2           | Espagne      | 1            | 1            | Match pour la troisième place |          |              |              |              |              |
|  |              |              |              |              |                               |          |              |              |              |              |
|  | 16 août 2025 |              |              |              |                               |          |              |              |              |              |
|  | B2           | France       | 0            | 0            |                               |          |              |              |              |              |
|  | B2           | France       | 0            | 0            |                               |          |              |              |              |              |
|  | A1           | Espagne      | 2            | 2            |                               |          |              |              |              |              |
|  | A1           | Espagne      | 2            | 2            |                               |          |              |              |              |              |

### Demi-finales
| Match 15           | Pays-Bas                       | 3 - 1   | France    |                                                                         |                                                                         |
| 14 août 2025 17h00 | Janssen 2e, 57e · Brinkman 31e | (2 - 0) | 37e Goyet | Arbitrage : Magali Sergeant Ben Göntgen Arbitre vidéo : Rachel Williams | Arbitrage : Magali Sergeant Ben Göntgen Arbitre vidéo : Rachel Williams |
| 14 août 2025 17h00 | Rapport                        |         |           | Arbitrage : Magali Sergeant Ben Göntgen Arbitre vidéo : Rachel Williams | Arbitrage : Magali Sergeant Ben Göntgen Arbitre vidéo : Rachel Williams |

| Match 16           | Allemagne                                      | 4 - 1   | Espagne      |                                                                     |                                                                     |
| 14 août 2025 20h00 | Peillat 1e, 56e · M. Grambusch 11e · Prinz 48e | (2 - 1) | 27e Basterra | Arbitrage : Alison Keogh Coen van Bunge Arbitre vidéo : Ivona Makar | Arbitrage : Alison Keogh Coen van Bunge Arbitre vidéo : Ivona Makar |
| 14 août 2025 20h00 | Rapport                                        |         |              | Arbitrage : Alison Keogh Coen van Bunge Arbitre vidéo : Ivona Makar | Arbitrage : Alison Keogh Coen van Bunge Arbitre vidéo : Ivona Makar |

### Match pour la3eplace
| Match 19           | France  | 0 - 2   | Espagne                    |                                                                               |                                                                               |
| 16 août 2025 15h30 |         | (0 - 0) | 32e Recasens · 57e Álvarez | Arbitrage : Paul Walker Sébastien Michielsen Arbitre vidéo : Lorijn de Kraker | Arbitrage : Paul Walker Sébastien Michielsen Arbitre vidéo : Lorijn de Kraker |
| 16 août 2025 15h30 | Rapport |         |                            | Arbitrage : Paul Walker Sébastien Michielsen Arbitre vidéo : Lorijn de Kraker | Arbitrage : Paul Walker Sébastien Michielsen Arbitre vidéo : Lorijn de Kraker |

### Finale
| Match 20           | Pays-Bas                   | 1 - 1             | Allemagne                               |                                                                           |                                                                           |
| 16 août 2025 18h00 | Reyenga 26e                | (1 - 0)           | 46e Weigand                             | Arbitrage : Laurine Delforge Alison Keogh Arbitre vidéo : Rachel Williams | Arbitrage : Laurine Delforge Alison Keogh Arbitre vidéo : Rachel Williams |
| 16 août 2025 18h00 | Rapport                    |                   |                                         | Arbitrage : Laurine Delforge Alison Keogh Arbitre vidéo : Rachel Williams | Arbitrage : Laurine Delforge Alison Keogh Arbitre vidéo : Rachel Williams |
| 16 août 2025 18h00 | Croon · Van Dam · Brinkman | Tirs au but 1 - 4 | Weigand · Struthoff · H. Müller · Prinz | Arbitrage : Laurine Delforge Alison Keogh Arbitre vidéo : Rachel Williams | Arbitrage : Laurine Delforge Alison Keogh Arbitre vidéo : Rachel Williams |

## Statistiques

### Buteurs

#### 6 buts
- Gonzalo Peillat

#### 5 buts
- Tom Boon
- Jip Janssen

#### 4 buts
- Victor Charlet
- Justus Weigand

#### 3 buts
- Nicolas de Kerpel
- Nelson Onana
- Thibeau Stockbroekx
- Sam Ward
- Raphael Hartkopf
- Thies Prinz
- Koen Bijen
- Nicolás Álvarez
- José Basterra

#### 2 buts
- Guillaume Hellin
- Alexander Hendrickx
- Samuel Hooper
- Jacob Payton
- Phil Roper
- Stuart Rushmere
- Zachary Wallace
- Timothée Clément
- Mats Grambusch
- Gracjan Jarzyński
- Thierry Brinkman
- Tjep Hoedemakers
- Terrance Pieters
- Pol Cabré-Verdiell
- Gerard Clapés

#### 1 but
- Josef Winkler
- Roman Duvekot
- Antoine Kina
- Maxime van Oost
- Arthur de Sloover
- Thomas Sorsby
- David Goodfield
- James Gall
- Amaury Bellenger
- Mattéo Desgouillons
- Xavier Esmenjaud
- François Goyet
- Corentin Sellier
- Malte Hellwig
- Tomasz Bembenek
- Robert Pawlak
- Wojciech Rutkowski
- Floris Middendorp
- Tijmen Reyenga
- Álex Alonso
- Pepe Cunill
- Bruno Font
- Marc Recasens
- Marc Reyné

### Classement final
| Rang                                  | Groupe | Équipe      | J | V | N | P | BP | BC | +/- | Pts | Classement mondial FIH | Classement mondial FIH | Classement mondial FIH |
| Rang                                  | Groupe | Équipe      | J | V | N | P | BP | BC | +/- | Pts | Avant                  | Après                  | +/-                    |
| ------------------------------------- | ------ | ----------- | - | - | - | - | -- | -- | --- | --- | ---------------------- | ---------------------- | ---------------------- |
| Médaille d'or, Europe                 | B      | Allemagne H | 5 | 3 | 2 | 0 | 19 | 5  | +14 | 11  | 2                      | 2                      | 0                      |
| Médaille d'argent, Europe             | A      | Pays-Bas T  | 5 | 4 | 1 | 0 | 16 | 4  | +12 | 13  | 1                      | 1                      | 0                      |
| Médaille de bronze, Europe            | A      | Espagne     | 5 | 3 | 0 | 2 | 15 | 8  | +7  | 9   | 4                      | 4                      | 0                      |
| 4                                     | B      | France      | 5 | 2 | 0 | 3 | 11 | 13 | -2  | 6   | 9                      | 9                      | 0                      |
| Nations éliminées en phase de groupes |        |             |   |   |   |   |    |    |     |     |                        |                        |                        |
| 5                                     | A      | Belgique    | 5 | 3 | 0 | 2 | 22 | 9  | +13 | 9   | 3                      | 3                      | 0                      |
| 6                                     | B      | Angleterre  | 5 | 2 | 1 | 2 | 16 | 6  | +10 | 7   | 5                      | 8                      | -3                     |
| 7                                     | B      | Pologne P   | 5 | 1 | 0 | 4 | 5  | 27 | -22 | 3   | 25                     | 22                     | +3                     |
| 8                                     | A      | Autriche    | 5 | 0 | 0 | 5 | 1  | 33 | -32 | 0   | 19                     | 21                     | -2                     |

|  | Nation qualifiée pour la Coupe du monde 2026                         |
|  | Nations qualifiées pour les Qualifications de la Coupe du monde 2026 |